# Jules Sandeau
Leonard Sylvain Julien (Jules) Sandeau (Aubusson, 19 febbraio 1811 – Parigi, 24 aprile 1883) è stato uno scrittore francese; oltre che per la sua produzione letteraria è noto per la relazione sentimentale con la scrittrice George Sand.
Sin da giovane venne inviato a Parigi per completare gli studi in giurisprudenza, che tuttavia non terminò mai trascorrendo gran parte del suo tempo come bohémien insieme ai suoi compagni di corso. Durante questo periodo conobbe a Le Coudray l'allora moglie del barone Casimir Dudevant, George Sand, di cui divenne amante a partire dal 1831. Nonostante la loro relazione non durasse a lungo, permise la realizzazione a quattro mani del romanzo Rose et Blanche, scritto con lo pseudonimo di J. Sand, che ispirò alla scrittrice il nome d'arte.
Dopo la fine della sua relazione con la Sand, lo scrittore continuò a scrivere novelle per cinque anni. Tuttavia fu più apprezzato per gli adattamenti teatrali delle sue novelle, fatti in collaborazione con il drammaturgo Émile Augier. Nel 1852 fu nominato direttore della Biblioteca Mazzarino e nel 1853 venne eletto all'Académie française.